# Wikipedia in boekvorm

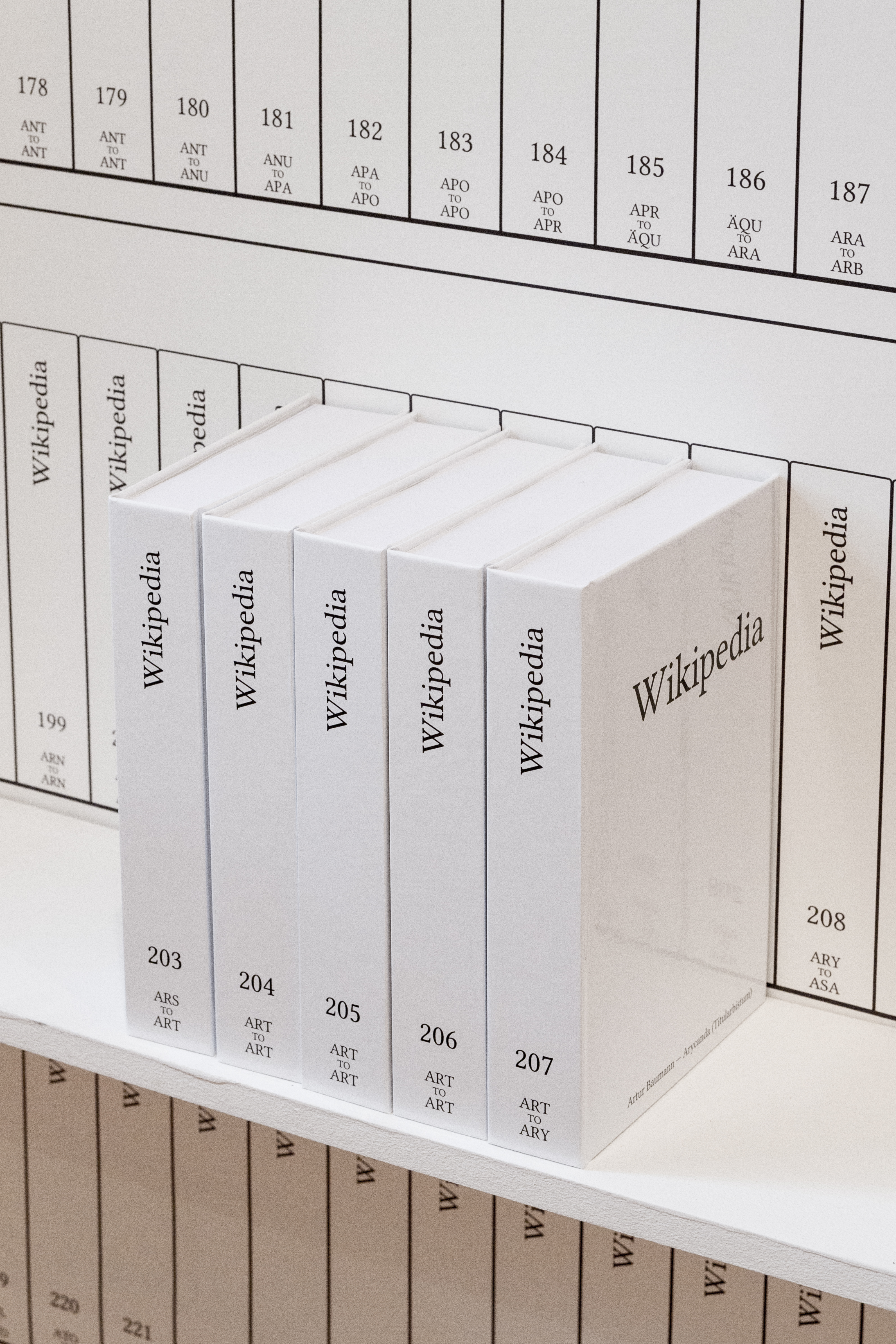
From Aachen to Zylinderdruckpresse (Berlijn, 2016)

Wikipedia in boekvorm is een in papier vastgelegde vorm van de internetencyclopedie Wikipedia. Dat gebeurt op verschillende manieren: als los en enkel boek, vaak over één bepaald onderwerp, of als vastgelegde versie van Wikipedia op een bepaald moment.

## Wikipedia op papier (Print Wikipedia)

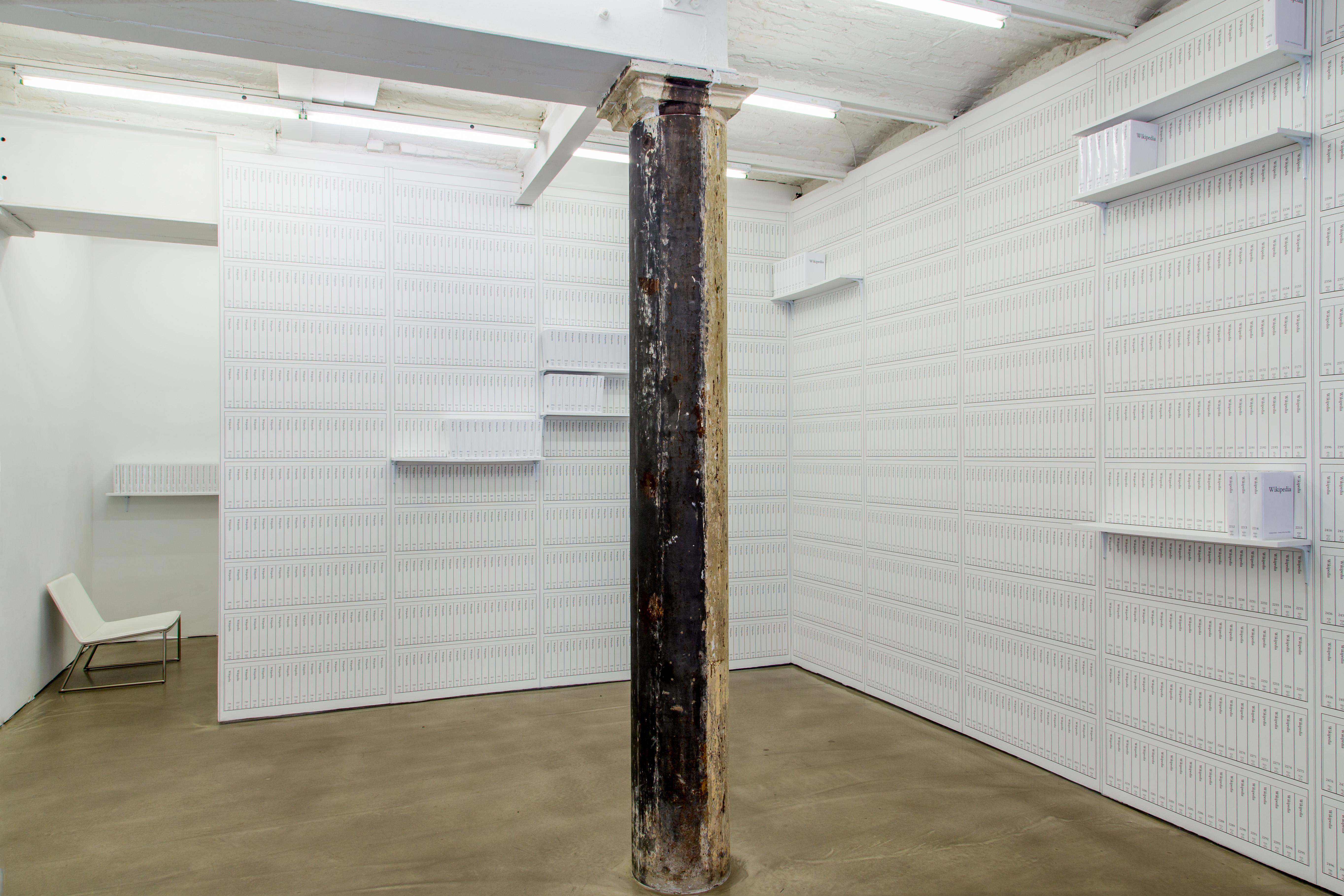
Tentoonstelling From Aaaaa! to ZZZap!, New York 2015

Die laatste vorm werd bijvoorbeeld gekozen door de kunstenaar Michael Mandiberg, die in april 2015 een deel van de Engelse Wikipedia zoals die op dat moment bestond, in 106 van de op papier benodigde 7.473 delen (zonder afbeeldingen) uitprintte en onder de titel Print Wikipedia tentoonstelde in de Denny Gallery in New York. Voor de Duitse versie van Wikipedia herhaalde Mandiberg hetzelfde idee in samenwerking met het bedrijf Lulu, waarbij een deel van de Duitstalige Wikipedia werd weergegeven in boekvorm. Voor de hele Duitse Wikipedia zouden op dat moment 3.406 delen nodig zijn geweest. In november 2016 is een klein deel van de Nederlandstalige versie van Wikipedia (die in papieren vorm anno 2016 – zonder afbeeldingen – 1.065 boeken zou beslaan) in 68 boeken tentoongesteld in NV Zebrastraat in Gent.

## Geselecteerde onderwerpen
Delen uit de digitale Wikipedia worden regelmatig ook in andere vormen gebruikt. Dat kan omdat de inhoud van Wikipedia onder een Creative Commons-licentie wordt vrijgegeven, waardoor iedereen de teksten (met bronvermelding) mag gebruiken. Er zijn uitgeverijen die zich daar zelfs speciaal op toeleggen en boeken uitbrengen die opgebouwd zijn door combinatie van onderdelen uit één categorie op Wikipedia.

## Wikipedia-NL deels in papieren vorm: Gent 2016

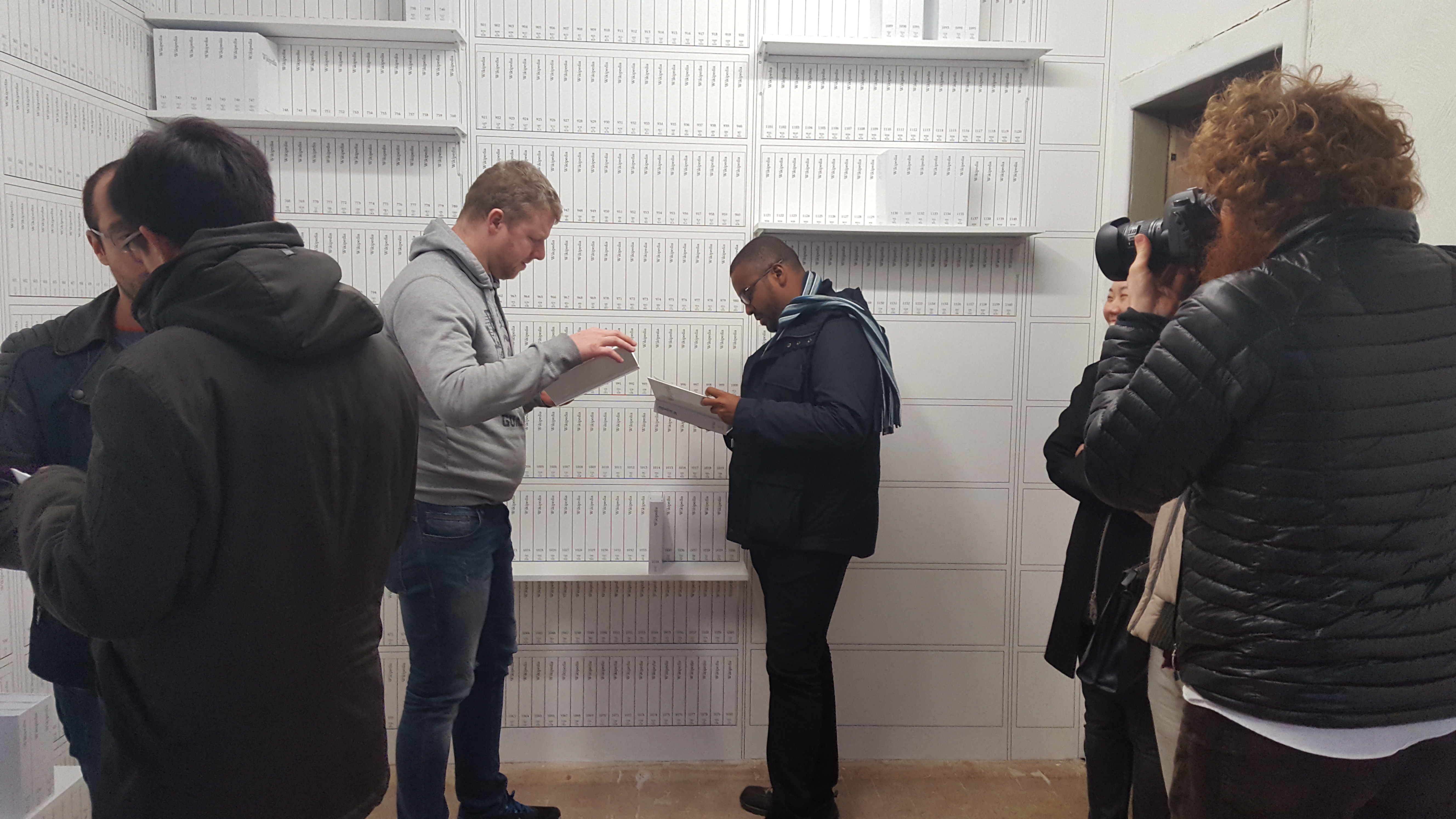
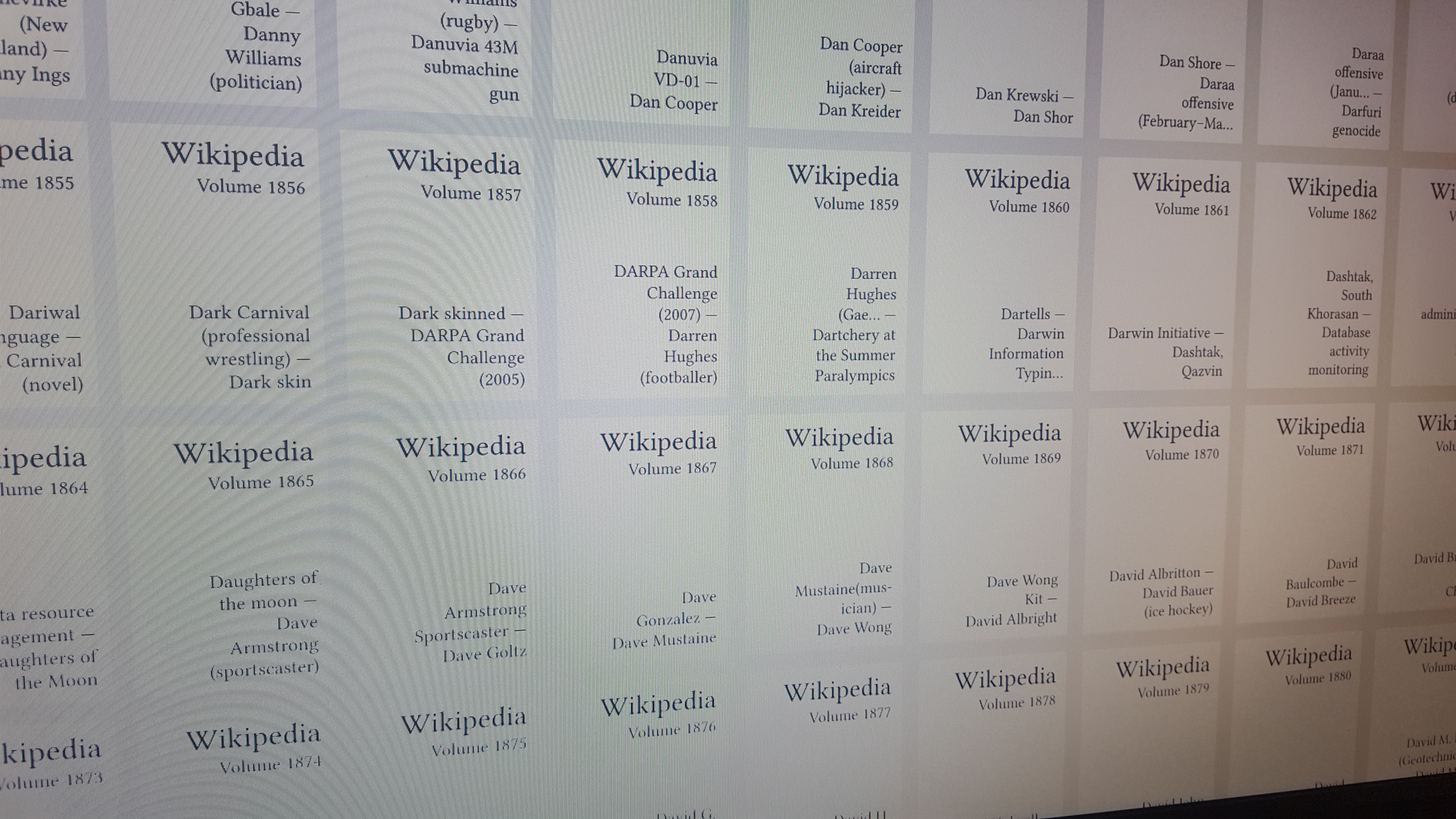
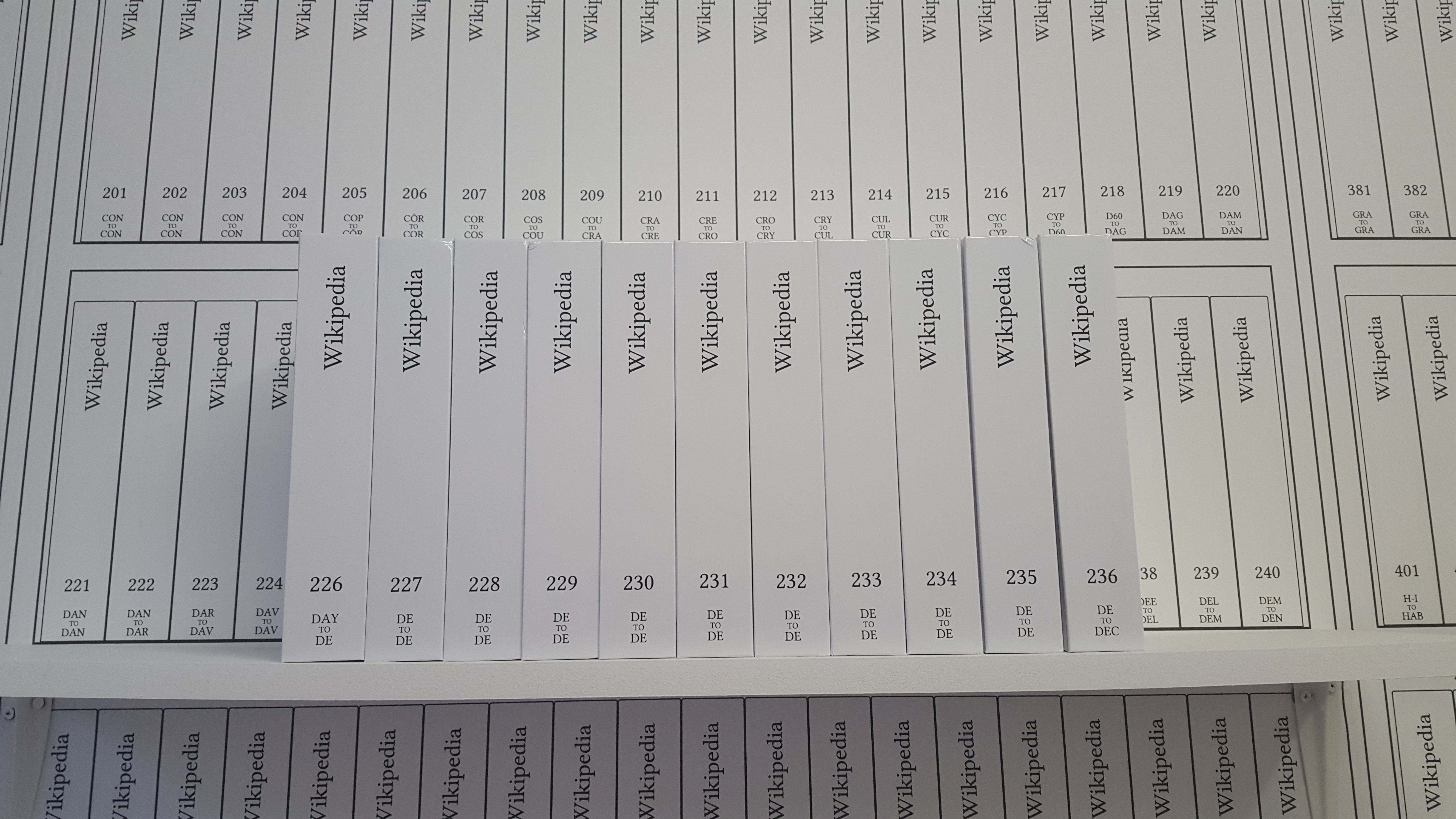
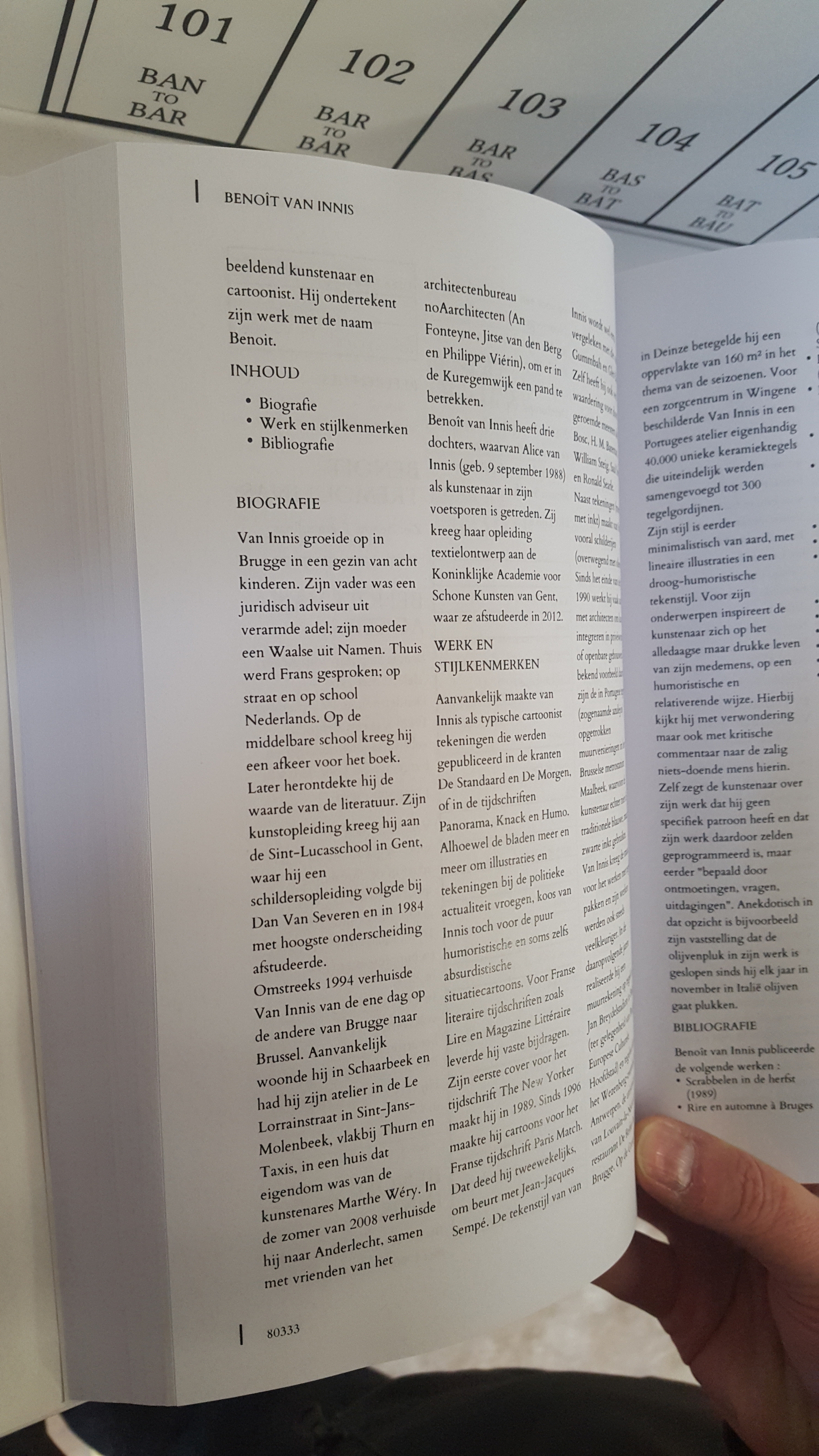